# Katy Bødtger
Katy Bødtger (født 28. december 1932 i København, død 1. maj 2017) var en dansk sangerinde.

## Opvækst og karrierens indledning
Katy Bødtger blev født i små kår på Nørrebro som datter af en værktøjsmager og en samlebåndsarbejder. Senere flyttede familien til Husum, hvor Bødtger begyndte at synge i Danmarks Radios Pigekor. Hun gik ud af skolen efter 7. klasse og kom til at ekspedere i en parfumeforretning.
Hun var nogle år i Canada, men vendte tilbage til Danmark og genoptog parfumesalget. Men nu begyndte hun at gå til sangundervisning hos Johannes Wahl. Gennem ham blev pladeselskabet Nordisk Polyphon opmærksom på den unge sangerinde i 1957, og de gav hende lov til at indspille Fiskerpigens sang, som blev en stor succes med et salg på over 100.000 grammofonplader.
I 1960 vandt hun Dansk Melodi Grand Prix med sangen Det var en yndig tid komponeret af Vifred Kjær med tekst af Sven Buemann, og i 1963 leverede hun sangstemme til Lone Hertz's hovedrolle i operette-filmen Frk. Nitouche.
I en periode havde hun et glimrende samarbejde med Gustav Winckler og var fast solist i radioens udsendelser Palmehaven. I 1960'erne gjorde Bødtger sig en del i dansktopgenren med successer som "Min sang til dig", "Lille sorte stær", Så går vi til enkebal" og "Fest i gaden". I 1980'erne indspillede hun flere plader med danske salmer.
I 2005 udkom et 3-cd-bokssæt med titlen Blå viol. Boksen indeholdt nogle af Bødtgers mest kendte, gamle indspilninger.

## Privatliv
Katy Bødtger var i en række år gift og fik en datter. Ægteskabet blev dog opløst igen.